# Péanie
Péanie, dit aussi parfois Péanée (en grec ancien Παιανία) est un dèmede l'Athènes antique. Selon la tradition la plus répandue y sont nés quelques personnages célèbres :
- Démade
- Charmantide
- Démosthène[2]
- Ctésippe, personnage des dialogues de Platon